# عنکبوت گرگی پلنگی
عنکبوت گرگی پلنگی (نام علمی: Acantholycosa lignaria) نام یک گونه از تیره عنکبوت‌های گرگی است.